# Попов, Пётр Дмитриевич (полный кавалер ордена Славы)
Пётр Дмитриевич Попов (24 ноября 1924 года — 9 июля 1991 года) — разведчик взвода пешей разведки 229-го стрелкового полка (8-я стрелковая дивизия, 18-я армия, 4-й Украинский фронт) сержант, Полный кавалер ордена Славы.

## Биография
Петр Дмитриевич Попов родился 28 января 1924 года в г. Уфе.
Русский. Образование неполное среднее. До призыва в армию работал слесарем, токарем на Уфимском паровозоремонтном заводе.
В Советскую Армию призван в 1942 году Молотовским райвоенкоматом г. Уфы. На фронте Великой Отечественной войны с 1943 года.
После войны вернулся в г. Уфу, работал на Уфимском паровозоремонтном заводе, на строительстве Павловской ГЭС, ТЭЦ-4. С 1959 г. — на пенсии.
Умер 9 июля 1991 г., похоронен в г. Бирске.

## Подвиг
Разведчик взвода пешей разведки 229-го стрелкового полка (8-я стрелковая дивизия, 18-я армия, 4-й Украинский фронт) сержант П. Д. Попов в бою 29 сентября 1944 г. первым в полку перешел государственную границу СССР и Венгрии и в результате проведенной разведки установил расположение позиций и численность противника, оборонявшегося юго-западнее г. Керешмезе (Венгрия). Во время боя лично убил 2 вражеских солдат.
За смелые действия П. Д. Попов 8 октября 1944 г. награждён орденом Славы III степени.
6 декабря 1944 г. сержант П. Д. Попов в бою северо-западнее господствующей высоты 226,0 днем с группой разведчиков незаметно подполз к траншеям немцев и забросал их гранатами. Автоматным огнём уничтожил расчет пулемета противника из 3 человек, захватил 1 пленного.
За этот подвиг П. Д. Попов 15 февраля 1945 г. награждён орденом Славы II степени.
25 апреля 1945 г. стрелковое подразделение вело бои за высоту, но продвижению его препятствовал вражеский пулемет. Тов. Попов незамеченным подполз к вражескому пулемету на расстояние 10 метров, метнул противотанковую гранату и, ворвавшись в окоп, в упор расстрелял 2 уцелевших офицеров.
За этот подвиг П. Д. Попов 15 мая 1946 г. награждён орденом Славы I степени.

## Награды
- Орден Отечественной войны 1-й степени;
- Орден Славы трёх степеней.